# 익스켈시어 간헐천

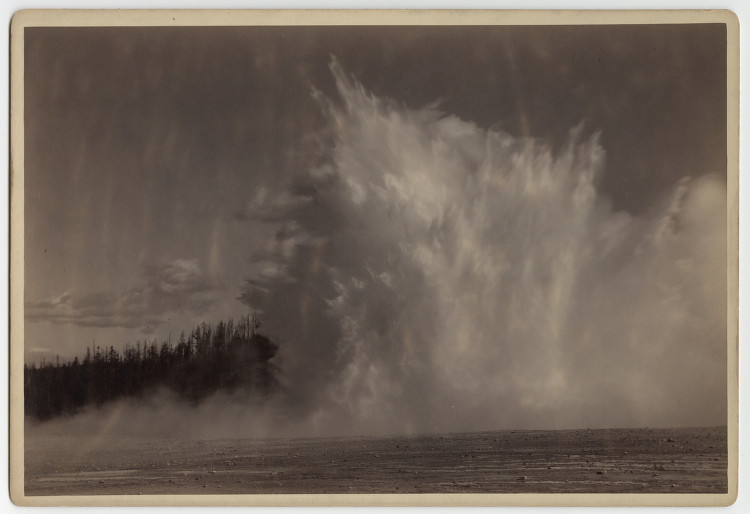
1888년 분출을 그린 그림

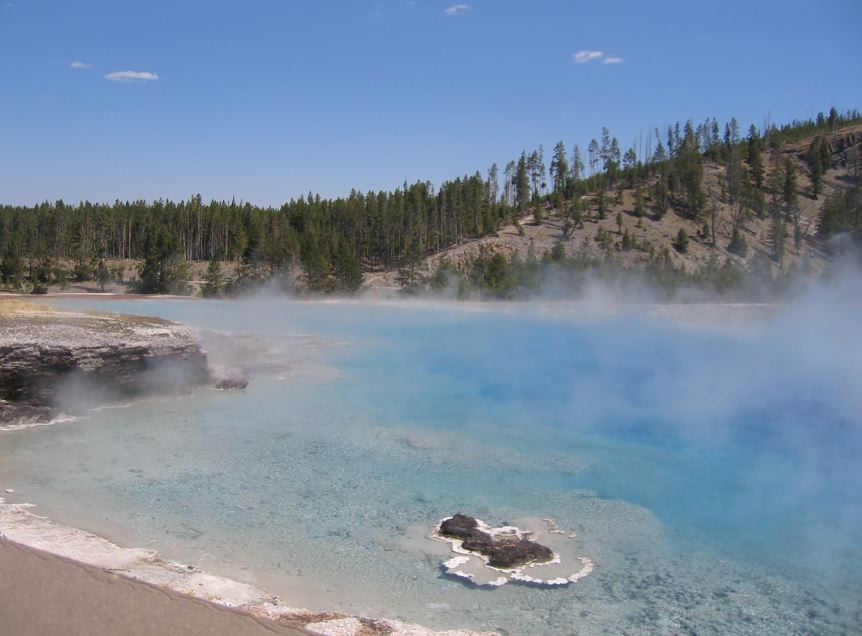
현재의 익스켈시어 간헐천 분화구. 섬이 있다.

익스켈시어 간헐천 분화구(Excelsior Geyser)는 미국 옐로스톤 국립공원의 미드웨이 간헐천 분지 지역에 자리잡고 있는 대형 온천이다. 지금은 뜨거운 물이 끓고 있는 온천이지만, 과거에는 간헐천으로 거대한 규모와 함께 물을 91m 높이로 분출하였다. 이전에는 옐로스톤 국립공원 최대의 간헐천이었으나, 지금은 분출하지 않고 물만 끓고 있어 온천으로 분류되었다. 그러나 언제든지 다시 분출할 가능성이 있다고 한다. 현재는 자이언트 간헐천이 가장 크며, 익스켈시어라는 이름은 1871년 헤이든 지질탐사 때 붙여졌다. 이 온천에서 흘러나오는 열수는 파이어홀 강으로 흘러들며, 온천 호수 안에는 작은 섬이 있다. 주변에는 그랜드 프리즈매틱 스프링, 오팔 풀, 터콰이즈 풀이 있다.